# 권이운
권이운(權彝運, 1950년 12월 26일~)은 대한민국의 축구 선수이자 지도자로 선수 시절 포지션은 골키퍼이다. 1970년대에 대한민국 축구 국가대표로 활약했다.